# Spectralia purpurascens
Spectralia purpurascens är en skalbaggsart som först beskrevs av Schaeffer 1905.  Spectralia purpurascens ingår i släktet Spectralia och familjen praktbaggar. Inga underarter finns listade i Catalogue of Life.